# Francis Jobin
Francis Jobin (conocido como Frank Jobin; 21 de septiembre de 1998) es un deportista canadiense que compite en snowboard. Consiguió una medalla de oro en los X Games de Invierno Aspen 2025, en la prueba de calle.

## Medallero internacional
| \| X Games de Invierno \| X Games de Invierno \| X Games de Invierno \| X Games de Invierno \| \| Año \| Lugar \| Medalla \| Prueba \| \| ------------------- \| ---------------------- \| ------------------- \| ------------------- \| \| 2025 \| Aspen (Estados Unidos) \| Medalla de oro \| Calle \| |                        |                |        |
| X Games de Invierno |                        |                |        |
| Año | Lugar                  | Medalla        | Prueba |
| 2025 | Aspen (Estados Unidos) | Medalla de oro | Calle  |